# شيكو فوغن
شيكو فوغن (بالإنجليزية: Chico Vaughn)‏ مواليد 19 فبراير 1940 في إلينوي - الوفاة 25 أكتوبر 2013، كان لاعب كرة سلة أمريكي. بدأ مسيرته الاحترافية في سنة 1962. تم اختياره من قبل فريق أتلانتا هوكس خلال الدرافت. بلغ طوله 6 قدم 2 بوصة (1.9 م). اعتزل اللعب في 1970. لعب مع أتلانتا هوكس وديترويت بيستونز.

## روابط خارجية
- شيكو فوغن على موقع إن بي أي (الإنجليزية)
- شيكو فوغن على موقع سبورتس رفرنس (الإنجليزية)
- شيكو فوغن على موقع ريلجم (الإنجليزية)
- شيكو فوغن على موقع بروبوليرز (الإنجليزية)